# Flemming Leth
Flemming Leth (født 11. august 1943 i København, død 23. marts 2024 i Randers) var en dansk journalist, forfatter og tv-vært, der blev kendt for sine populære gør-det-selv-programmer Det' Leth på DR i 1990'erne.
Leth, der blev født på Tagensvej i København, mistede sin mor som tre-årig og blev i en alder af 11 fjernet fra hjemmet, hvorefter han voksede op på børnehjemmet Godhavn. Han er blandt andet uddannet erhvervsdykker, han har arbejdet som kok på et skib og drevet en rideskole for fysisk og psykisk handicappede i Randers. Desuden er han uddannet massør, ligesom han har gennemført den to-årige tillægsuddannelse i journalistik fra Danmarks Journalisthøjskole.
Efter at have været vært på et program på Østjyllands Radio, hvor lytterne kunne ringe og få et godt råd, opdagede DR's ledelse ham og skabte programmet Det' Leth, der både sendtes på radio og tv fra 1990'erne til 2003. Tv-udsendelsen havde omkring en million seere. Successen medførte senere, at Flemming Leth sammen med journalist Kurt Helge Andersen skrev seks bøger om gør-det-selv-arbejde. Programmet stoppede i 2003 da Leth blev fyret fordi DR mente han havde overtrådt deres regler om reklamer. Leth siger selv at han ikke var bevidst om at der blev brugt et billede af ham i et annonceblad. Efter Det' Leth blev han vært på DR-haveprogrammet Hokus Krokus. I slutningen af karrieren blev han journalist på Ekstra Bladets redaktion i Aarhus.